# Pseudophoxinus hittitorum
Espèce
Statut de conservation UICN

 EN B2ab(i,ii,iii,iv) : En danger
Pseudophoxinus hittitorum (Hittitic spring minnow  en anglais) est un poisson d'eau douce de la famille des Cyprinidae.

## Répartition
Pseudophoxinus hittitorum est endémique du bassin du lac de Beyşehir en Turquie.

## Étymologie
Son nom spécifique, composé de hittit et du suffixe latin -orum, « en commémoration », lui a été donné en l'honneur des Hittites, un ancien peuple d'Anatolie, et ce en référence au monument érigé au XIIIe siècle à Eflatun Pınar, localité type de cette espèce.

## Publication originale
- Freyhof & Özuluğ, 2010 : Pseudophoxinus hittitorum, a new species of spring minnow from Central Anatolia (Teleostei: Cyprinidae). Ichthyological Exploration of Freshwaters, vol. 21, n. 3, p. 239-245[5].